# Alessandro Bastoni
Alessandro Bastoni (n. 13 aprilie 1999, Casalmaggiore, Lombardia, Italia) este un fotbalist italian care joacă ca fundaș central la Inter Milano în Serie A și la echipa națională de fotbal a Italiei. Considerat unul dintre cei mai buni fundași centrali din lume, este cunoscut pentru tacklingurile sale la momentele oportune și pentru capacitatea sa de a juca mingea.

## Biografie
Bastoni s-a născut în Casalmaggiore, Lombardia, și și-a început cariera în echipa de tineret locală Rivarolo Mantovano, unde tatăl său era antrenor. La vârsta de 7 ani, s-a alăturat echipei de tineret a clubului din Serie A, Atalanta.

## Cariera pe echipe

### Atalanta
Bastoni a progresat prin diferite grupe de vârstă la Bergamo, inclusiv a avut aproape 30 de apariții pentru echipa sub-17 ani, înainte de a trece în cele din urmă în echipa Primavera, unde s-a impus ca titular obișnuit în centrul apărării. A fost pe banca de rezerve a primei echipe pentru prima dată pe 30 octombrie 2016, pentru meciul cu Genoa și a debutat o lună mai târziu în meciul din Coppa Italia împotriva lui Pescara, jucând întregul joc într-o victorie cu 3-0. În Serie A, Bastoni a rămas ca înlocuitor nefolosit pentru cele șase meciuri după Genoa până când a debutat într-o victorie cu 1-0 împotriva lui Sampdoria pe 22 ianuarie 2017, jucând 90 de minute întregi.

### Inter Milano
Pe 31 august 2017, Inter Milano a anunțat semnarea lui Bastoni pentru 31 de milioane de euro și, în aceeași zi, împrumutul său la Atalanta pentru următoarele două sezoane. Inter l-a rechemat oficial pe fundașul Alessandro Bastoni de la împrumutul său cu Atalanta și și-a reînnoit contractul până în 2023, pe 14 iulie 2018.

#### Împrumut la Parma
Pe 7 august 2018, Bastoni s-a alăturat Parmei împrumutat până la 30 iunie 2019. Și-a făcut debutul pe 7 octombrie 2018, în meciul din campionat câștigat cu 3–1 în deplasare cu Genoa.

## Cariera internațională
Bastoni a fost selecționat de Italia la toate nivelurile de la Sub-15 la Sub-19. Primul său gol internațional a venit într-o victorie cu 4-0 în fața Norvegiei în timp ce juca pentru echipa Sub-16 ani. A fost convocat pentru prima dată în echipa Sub-18 ani de către antrenorul Paolo Nicolato în august 2016 și a fost numit căpitan în al doilea joc; un egal 2–2 cu Olanda. A fost convocat în echipa Sub-19 ani de către antrenorul Paolo Nicolato pe 9 august 2017, la vârsta de 18 ani.
A debutat cu echipa Sub-21 a Italiei pe 11 octombrie 2018, într-un meci amical pierdut cu 1-0 împotriva Belgiei. A devenit imediat titular și a luat parte la Campionatul European Sub-21 din 2019 pe teren propriu.
Bastoni a primit primul său apel la echipa de seniori a Italiei de la antrenorul Roberto Mancini, pentru meciurile de la Liga Națiunilor împotriva Bosniei Herțegovinei și Țărilor de Jos în septembrie 2020. Și-a făcut debutul la seniori cu Italia pe 11 noiembrie, începând cu o victorie amicală cu 4-0 împotriva Estoniei la Florența.
În iunie 2021, Bastoni a fost inclus în lotul Italiei pentru UEFA Euro 2020. A făcut prima și singura sa apariție a turneului în meciul final al Italiei din grupa, începând cu o victorie cu 1-0 împotriva Țării Galilor la Roma pe 20 iunie; rezultatul le-a permis să ajungă în fruntea grupei sale. Pe 11 iulie, Bastoni a câștigat Campionatul European cu Italia în urma unei victorii cu 3–2 la loviturile de departajare în fața Angliei, pe stadionul Wembley, în finală, după un egal 1–1 în prelungiri.
Pe 14 iunie 2022, în cel de-al patrulea meci din grupa Italiei din Liga Națiunilor UEFA, Bastoni a marcat primul său gol internațional într-o înfrângere cu 5-2 în deplasare cu Germania.
În iunie 2024, Bastoni a fost inclus în echipa finală a Italiei pentru UEFA Euro 2024 de către antrenorul Luciano Spalletti. Pe 15 iunie, în meciul de deschidere al turneului din grupa Italiei împotriva Albaniei, a marcat golul egalări a Italiei, care au întors scorul pentru a câștiga meciul cu 2-1.

## Stilul de joc
Fundaș cu piciorul stâng, Bastoni și-a început cariera ca fundaș lateral, dar este capabil să joace și ca fundaș central, rol în care a devenit din ce în ce mai desfășurat pe măsură ce cariera sa progresa. Este cunoscut în principal pentru capacitatea sa de pasă și controlul mingii, în timp ce înălțimea și capacitatea sa de a exploata spațiile îi permit să fie eficient în aer, ceea ce îl face să fie o amenințare de gol la fazele fixe. Considerat un tânăr jucător promițător în mass-media, în 2020, a fost inclus în lista „Cincizeci pentru viitor: cei de urmărit de UEFA.com”. Cunoscut pentru capacitatea de a-și cronometra provocările și calmul sub presiune, în 2024 a fost inclus în lista 90min.com cu „cei mai buni 25 de fundași centrali din fotbalul mondial”.

## Viața personală
Tatăl lui Bastoni, Nicola, a fost și fotbalist, care a jucat ca fundaș stânga la Cremonese. La 21 ianuarie 2022, partenerul său de multă vreme a născut o fiică, care a fost numită Azzurra. 

## Palmares
Inter Milano
- Serie A: 2020–21,[30] 2023–24[31]
- Coppa Italia: 2021–22, 2022–23[32]
- Supercoppa Italiana: 2021, 2022,[33] 2023[34]
- Vice-campion Liga Campionilor UEFA: 2022–23[35]
- Vice-campion UEFA Europa League: 2019–20

Italia
- Campionatul European de Fotbal: 2020[20]
- Locul trei în Liga Națiunilor UEFA: 2020–21[36]

Individual
- Echipa anului din Serie A: 2020–21,[37] 2022–23[38]
- Echipa sezonului din UEFA Champions League: 2022–23[39]
- Jucătorul lunii din Serie A: martie 2024
- Cel mai bun fundaș din Serie A: 2023–24[40]
- Echipa sezonului din Serie A: 2023–24[41]